# Толчок (тяжёлая атлетика)
Толчо́к — одно из упражнений тяжелоатлетического двоеборья (другое упражнение — рывок, ранее также — жим). Во время соревнований по тяжёлой атлетике толчок выполняется вторым.
Толчок — технически сложное движение, состоящее из двух раздельных составляющих. Сначала атлет отрывает штангу от помоста и, подседая под неё, поднимает её на грудь, затем вытаскивает её руками с груди. Есть 3 техники выталкивания с груди:
1. Выталкивание штанги «в ножницы».
2. «Швунг в стойку» — спортсмен выталкивает с груди штангу, ноги разбрасывает примерно на ширине плеч, садится в полуприсед, затем становится в положение фиксации штанги над головой.
3. «Швунг» — когда спортсмен выталкивает штангу с груди и садится в полный присед, удерживая баланс над штангой, затем встаёт в положение фиксации штанги над головой.

Для признания попытки успешной спортсмен должен зафиксировать положение штанги над головой, выпрямить ноги, поставив ступни параллельно.
Вес штанги, поднимаемой в толчке, почти всегда больше, чем результаты в рывке.